# Línia 1 del metro de Barcelona
La línia 1 o línia vermella del metro de Barcelona és una línia de ferrocarril metropolità soterrada que dona servei a la ciutat de Barcelona, l'Hospitalet de Llobregat i Santa Coloma de Gramenet. És la segona línia més antiga del metro, la més llarga de la xarxa i l'única amb via d'ample ibèric antic.
La línia es va inaugurar el 1926 amb el nom de Metropolitano Transversal per unir les terminals ferroviàries que havien sorgit a Barcelona. Actualment uneix les estacions d'Hospital de Bellvitge i Fondo, en un traçat de doble via soterrada, les cotxeres es troben a Santa Eulàlia i la Sagrera i tallers a l'estació d'Hospital de Bellvitge. Actualment té 20,7 quilòmetres de longitud i trenta estacions.

Esquema de la línia 1

## Característiques generals
La línia 1 és una línia operada per Ferrocarril Metropolità de Barcelona sota la marca de Transports Metropolitans de Barcelona (TMB).
La línia 1 té una longitud de 20,7 quilòmetres, 30 estacions, 16 trens en hora punta i l'any 2010 s'hi van realitzar un total de 109,8 milions de viatges, sent la primera línia per volum de viatges per davant de la L3 i L5.
El 2019, la demanda en dies feiners era de 355.639 usuaris; els dissabtes, de 271.023; i els festius, de 186.572.
Municipis coberts
Els municipis coberts per la línia són: Barcelona, l'Hospitalet de Llobregat i Santa Coloma de Gramenet. A la ciutat de Barcelona transcorre per quatre districtes: Eixample, Sant Andreu, Sant Martí i Sants-Montjuïc.

### Infraestructura
La línia 1 és de doble via, amb circulació pel costat dret. L'ample de via és l'ibèric antic (1.674 mm). L'electrificació s'efectua per catenària rígida a 1.500 V en corrent continu. Inicialment el sistema d'alimentació era a través d'un tercer carril de contacte superior, electrificat a 750 V en corrent continu, però aquest sistema fou canviat per l'actual el 2002.
El traçat és completament soterrat, excepte per un curt tram de menys d'un centenar de metres a la sortida de Santa Eulàlia en sentit Fondo. Antigament el tram entre Mercat Nou i Santa Eulàlia era en superfície. Entre 1980 i 1983 es va cobrir l'estació de Santa Eulàlia per permetre el perllongament fins a Torrassa. Coincidint amb les obres del tren d'alta velocitat, entre 2006 i 2009 es va construir un calaix envoltant les vies, que es va acabar urbanitzant, donant pas als Jardins de la Rambla de Sants.
El túnel és monotub en tota la seva longitud, exceptuant el tram entre Universitat i Marina. Per una banda, l'estació Universitat té les andanes situades en dos nivells diferents, ja que la via sentit Hospital de Bellvitge passa per sobre el túnel d'ADIF de Plaça Catalunya (servit per les línies R1, R3, R4 i R11). Entre Universitat i Arc de Triomf les vies d'ADIF queden situades entre les vies de la línia 1, que a més comparteixen túnel al tram entre Universitat i Catalunya.
A la sortida pel costat Fondo de l'estació Torras i Bages hi ha l'antiga cua de maniobres, actualment utilitzada com a apartador.

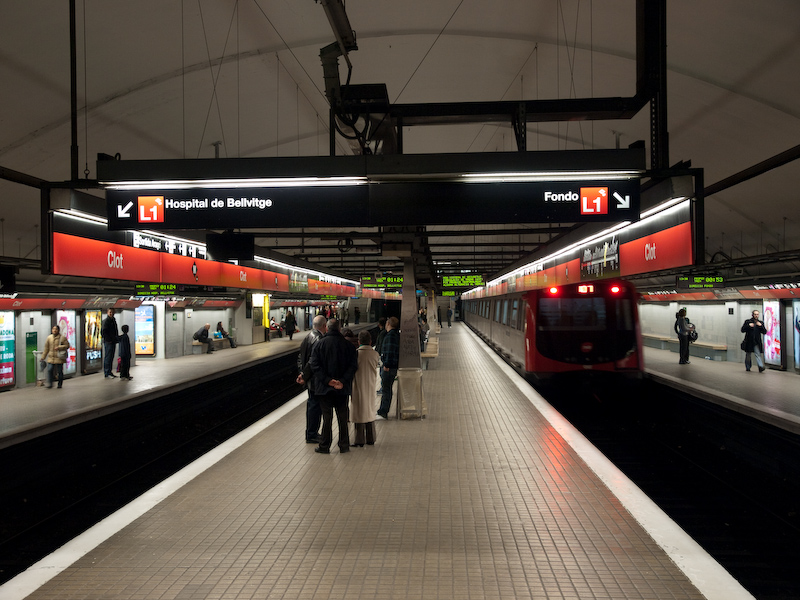
Estació del Clot, amb tres andanes

#### Estacions
Les estacions són majoritàriament amb andanes laterals, excepte Mercat Nou i la Sagrera, que tenen andanes centrals; Universitat, que té les andanes al costat mar, en diferents nivells; i Torras i Bages, que té 3 vies i 2 andanes.
De la mateixa manera, les estacions de Glòries, Clot, Navas, Fabra i Puig i Sant Andreu tenen configurades les andanes segons la solució Barcelona, que correspon a tres andanes (dues laterals i una central). Des de la inauguració d'aquestes estacions fins passats els anys 80 l'accés al tren es feia per l'andana central, mentre que les andanes laterals estaven reservades a la baixada, al contrari que passava en estacions del tren de Sarrià o del Gran Metro.
Les estacions que han sofert un canvi de nom són les següents: Hospital de Bellvitge (Feixa Llarga), Santa Eulàlia (Bordeta Cocheras), Plaça de Sants (Sants) i Arc de Triomf (Triunfo Norte). Exceptuant Hospital de Bellvitge, els noms d'aquestes estacions es van canviar el 1982, coincidint amb l'oficialització dels noms en català de totes les estacions.
La línia 1 compta amb dues estacions fora de servei. Bordeta va ser una de les terminals originals de la línia i va deixar de prestar servei el 1983 quan es va perllongar la línia fins a Torrassa. Per altra banda, entre 1926 i 1932 l'estació Catalunya va tenir una estació provisional amb la solució Barcelona mentre no es construïa l'estació definitiva. Actualment l'espai està ocupat per les vies de la línia 1 i d'ADIF.
La majoria d'estacions, el 86% d'elles (26 de 30), estan adaptades a persones amb mobilitat reduïda, excepte Plaça de Sants, Espanya, Urquinaona i Clot (L1). Hi ha un total de setze estacions amb correspondència amb altres línies de metro, tramvia, FGC, trens de rodalia i regionals i autobusos de mitja i llarga distància:

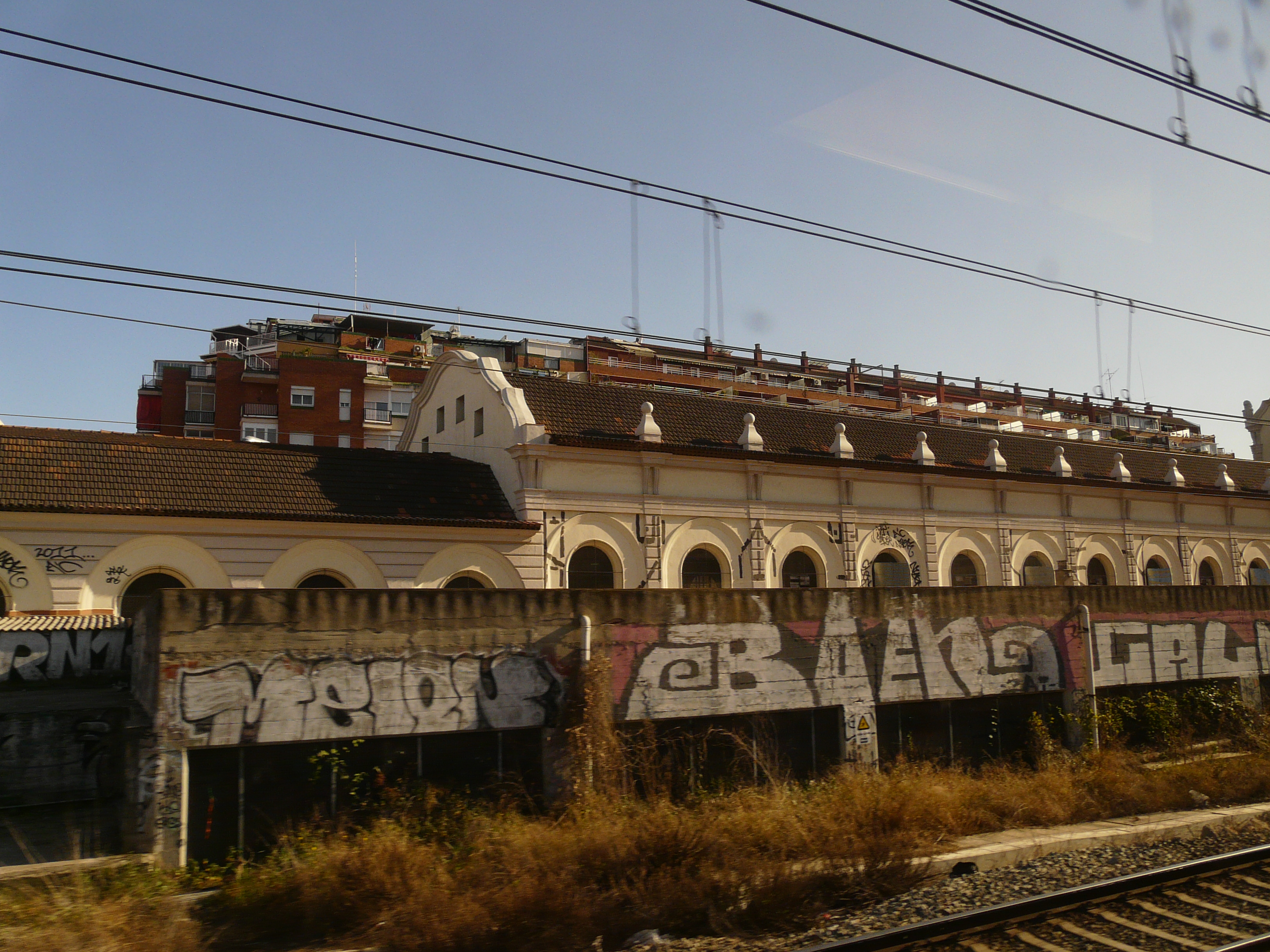
Cotxeres de Santa Eulàlia

| Estació                 | Metro | Altres                   |
| ----------------------- | ----- | ------------------------ |
| Avinguda Carrilet       |       |                          |
| Rambla de Just Oliveras |       |                          |
| Torrassa                |       |                          |
| Plaça de Sants          |       |                          |
| Espanya                 |       |                          |
| Universitat             |       |                          |
| Catalunya               |       |                          |
| Urquinaona              |       |                          |
| Arc de Triomf           |       |                          |
| Marina                  |       |                          |
| Glòries                 |       |                          |
| Clot                    |       |                          |
| La Sagrera              | obres |                          |
| Fabra i Puig            |       | Autobús llarg recorregut |
| Sant Andreu             |       |                          |
| Fondo                   |       |                          |

#### Cotxeres i tallers
La línia 1 disposa dels següents tallers i cotxeres:
- Cotxeres de Santa Eulàlia: obertes el 1926 i situades en superfície. Estan ubicades al costat de l'estació homònima. Són considerades bé cultural d'interès local.[16]
- Cotxeres de la Sagrera: obertes als anys 50. Situades a uns 300 m de l'estació homònima.[17]
- Tallers d'Hospital de Bellvitge: situat al final de la cua de maniobres de l'estació homònima. Van ser oberts el 2010.

### Material mòbil

#### Material mòbil actual
El material mòbil que hi circula és exclusiu de la línia 1, ja que és l'única línia del metro de Barcelona que té ample de via ibèric antic (1.674 mm). Actualment hi presten servei els trens de les sèries 4000, 6000 i 8000, totes amb formacions de cinc cotxes.
Els 24 trens de la sèrie 4000 foren introduïts entre 1987 i 1990. Es van reformar entre 2007 i 2013 i s'estan retirant de la circulació des del 2023. Circulen amb una composició de cinc cotxes, quatre dels quals són motors amb cabina i el cinquè és un remolc sense cabina.
De la sèrie 6000 en circulen trens de dos lots diferents. El primer lot, de 10 trens, va entrar en servei entre 2007 i 2009, mentre que el segon lot, de 4 trens, ho va fer entre 2020 i 2021. Circulen amb una composició de 5 cotxes: 2 motors amb cabina, 2 motors sense cabina i 1 remolc sense cabina. Hi ha comunicació interior entre tots els cotxes.

Els trens de la sèrie 8000 van començar a entrar en servei durant la primavera de 2023 i actualment s'estan lliurant nous combois, fins que es lliurin 24 unitats. Està previst que aquests trens substitueixin els de la sèrie 4000.

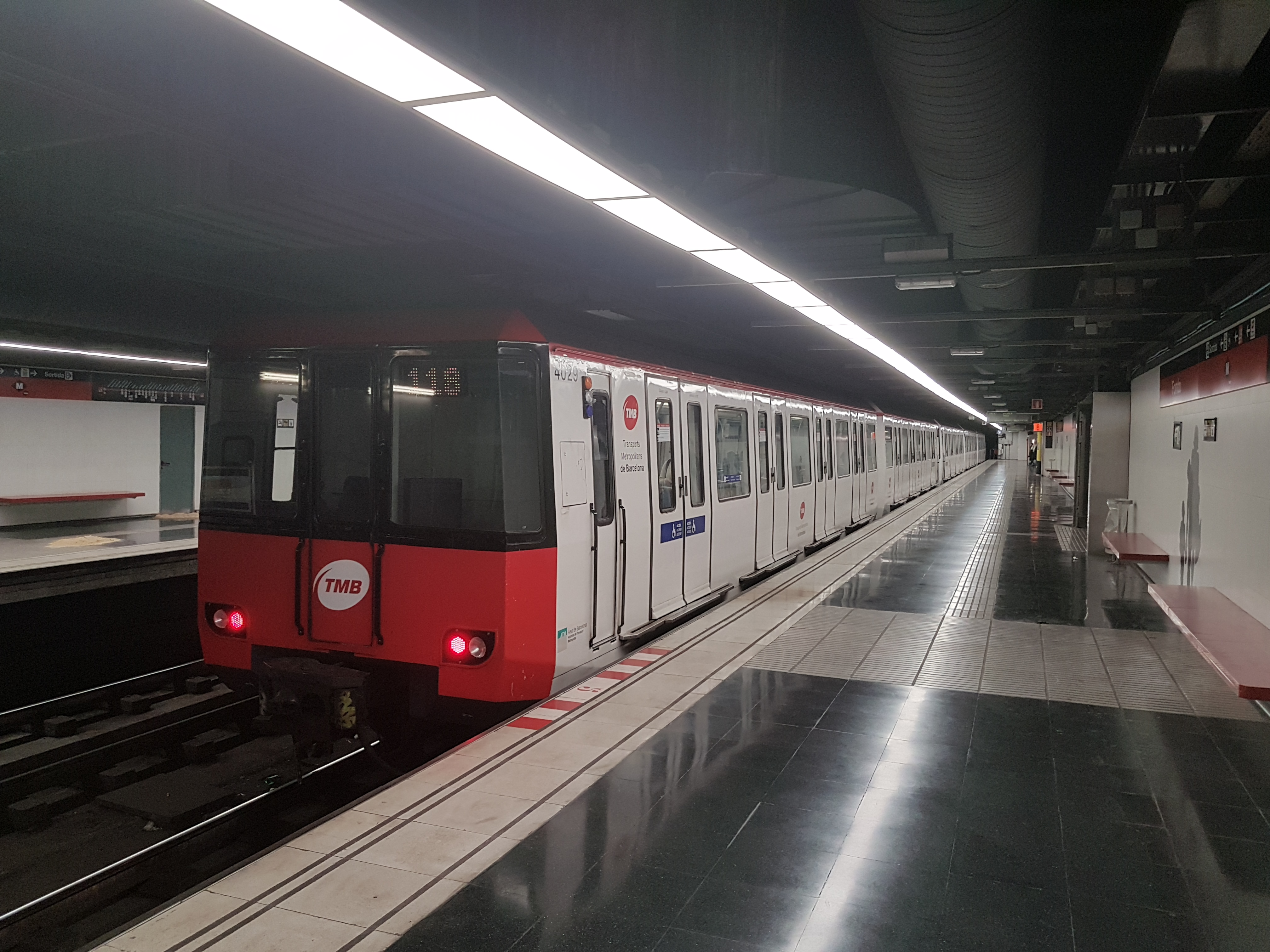
Sèrie 4000
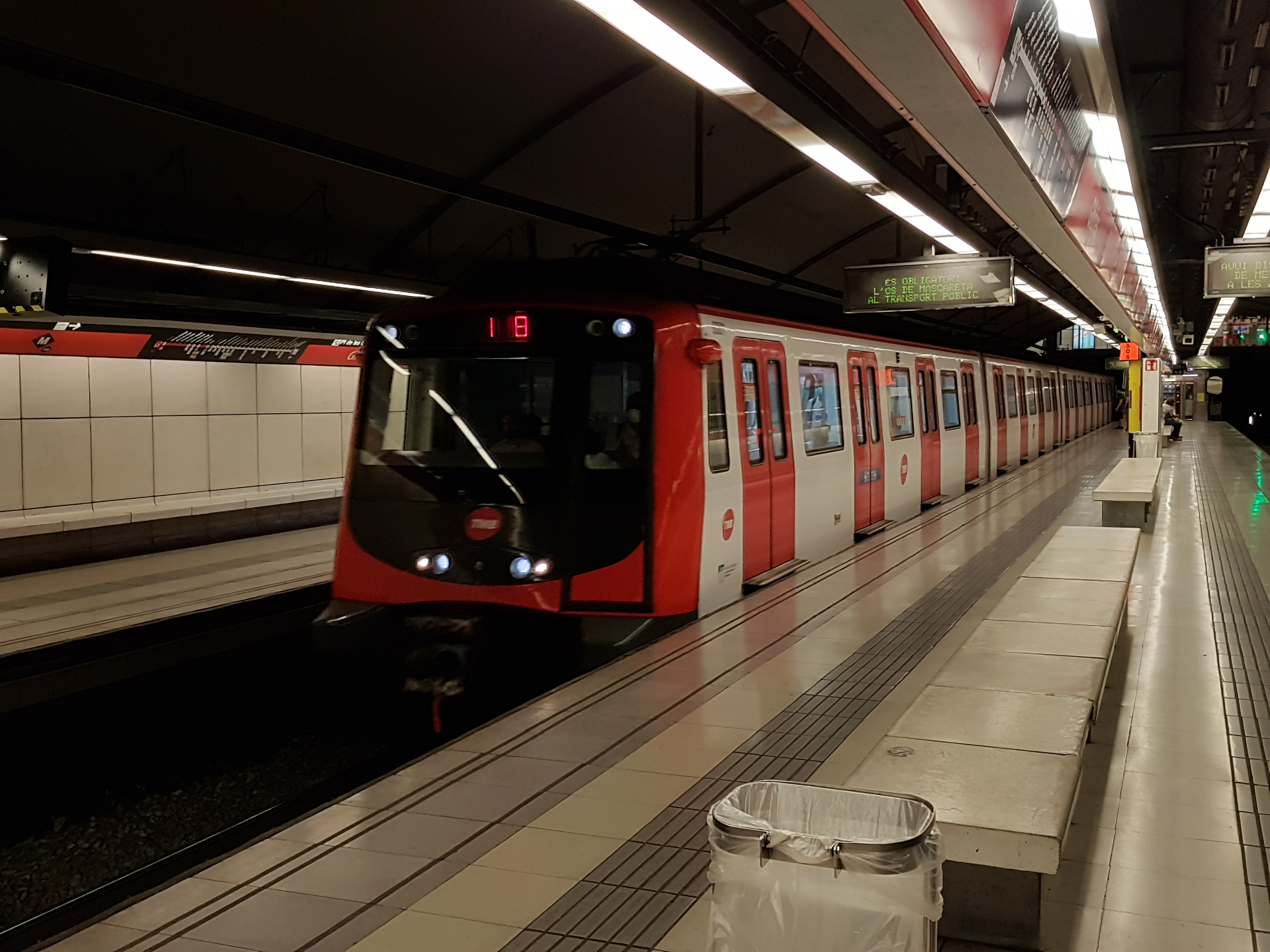
Sèrie 6000
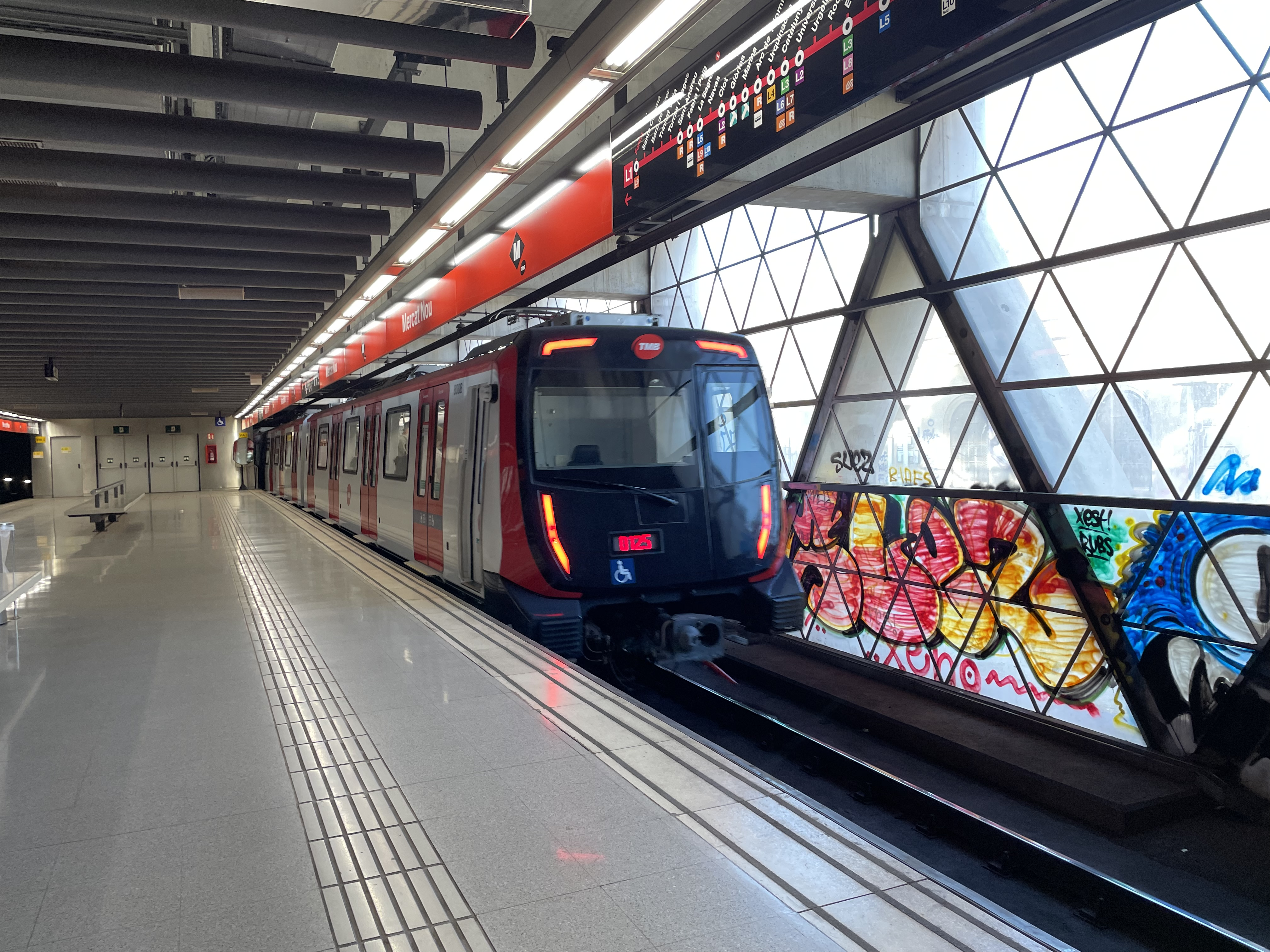
Sèrie 8000

#### Material mòbil històric
El primer material mòbil de la línia va ser la sèrie 100. Els trens van entrar en funcionament el 1926 i en aquell moment van ser considerats els metros més grans del món, tant per la llargària com per l'amplada. Van ser retirats de la circulació el 1979, tot i que van circular puntualment als anys 80 com a trens històrics.

Per les extensions de la línia fins a Santa Eulàlia per una banda i Marina per l'altra, es van adquirir 4 cotxes motors de la sèrie 200, renumerats com a sèrie 200A. De manera semblant, pels perllongaments fins al barri de Sant Andreu, a partir de 1953 van començar a entrar en servei 10 cotxes i 10 remolcs de la sèrie 300 del FMT, posteriorment renumerats com a sèrie 200B després de la fusió amb el Gran Metro. Entre 1958 i 1968 es van posar en servei 60 cotxes motors i 20 remolcs de la sèrie 400, estèticament semblants als 200B. Tant els cotxes motors de la sèrie 200A com els de la 200B van ser transformats a remolcs durant els anys 80 per permetre composicions de 5 cotxes amb els trens de la sèrie 400. Aquestes tres sèries van ser substituïdes per la sèrie 4000, i es van retirar progressivament de la circulació entre 1987 i 1989.

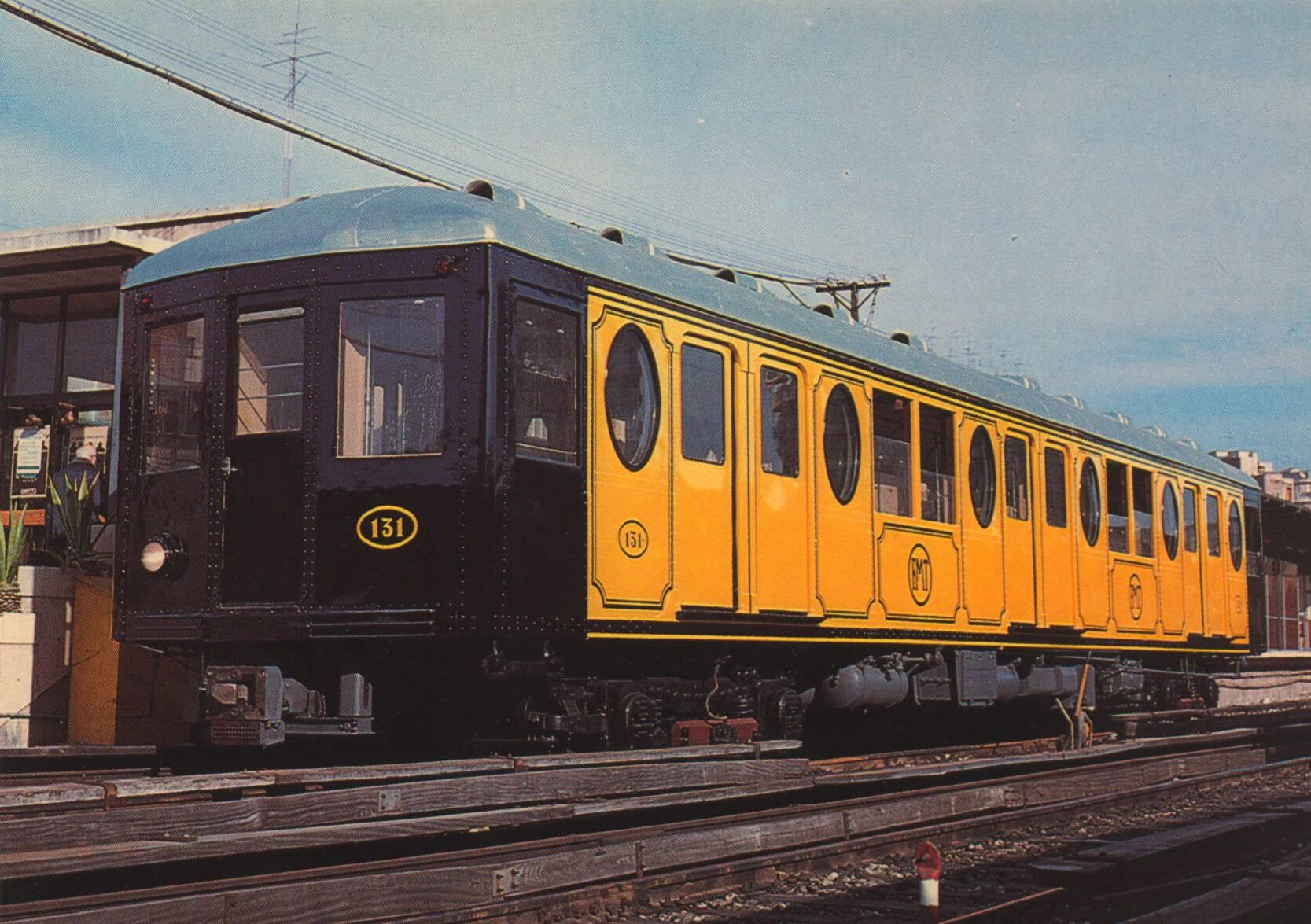
Sèrie 100
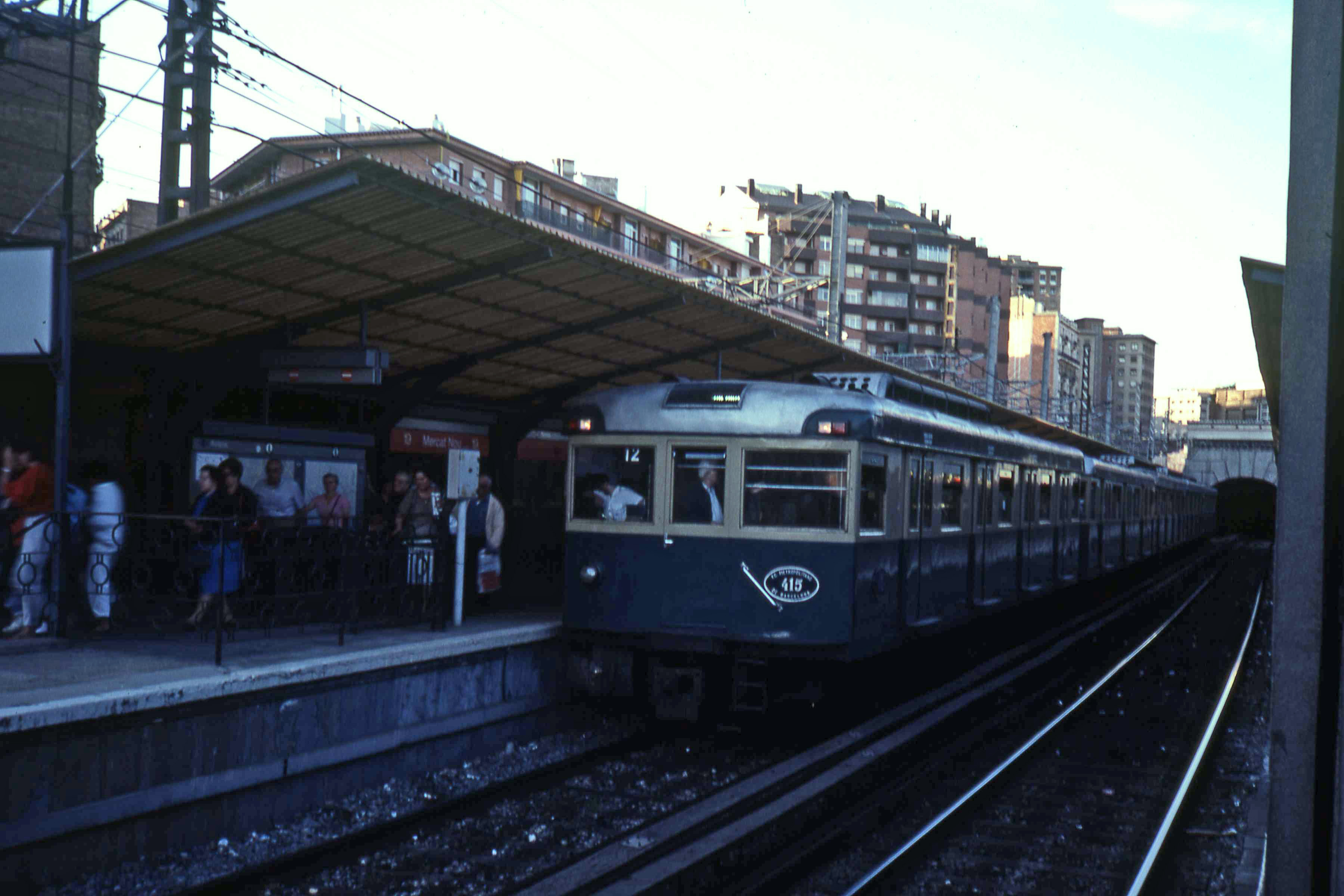
Sèrie 400

## Història
La línia 1 es va inaugurar l'any 1926 amb el nom de Metropolitano Transversal o Metro Transversal, concebuda com un enllaç ferroviari subterrani entre la Bordeta i l'Estació del Nord per enllaçar les línies de trens de les companyies MZA i Nord.

Esquema cronològic de la línia 1.

### Cronologia
- 1912: Es presenta el projecte del Ferrocarril Subterráneo SO-NE de Barcelona, Sans-San Martín, Enlaces y Estaciones Centrales.
- 1914: Es paralitza el projecte per la Primera Guerra Mundial.
- 1920: Es constitueix Ferrocarril Metropolità de Barcelona S.A. (FMB).
- 1922: El Consell d'Obres Públiques aprova el projecte i per Reial Decret se'n permet la construcció. L'Ajuntament de Barcelona adquireix accions de FMB perquè el projecte podria tenir un paper important en el desenvolupament de la ciutat.
- 1923: Comencen les obres de la línia.
- 1926: Inauguració oficial de l'anomenat Metro Transversal tram entre Bordeta i Catalunya.
- 1932: S'amplia des de Bordeta a Bordeta Cotxeres (posteriorment Santa Eulàlia) i des de Catalunya a Triumfo Norte (Arc de Triomf)
- 1933: Es perllonga a Marina.
- 1953: El Transversal arriba a Navas.
- 1941: Entra en vigor la llei de "Bases d'Ordenació Ferroviària i dels Tranports per Carretera" i el Transversal és nacionalitzat i passa a dependre de RENFE fins al 1943 quan es retorna pels recursos presentats.
- 1952: L'Ajuntament de Barcelona aprova un acord de municipalització de totes les empreses de transport públic de la ciutat.
- 1954: S'amplia amb dues estacions, la Sagrera i Fabra i Puig.
- 1958: L'Ajuntament adquireix les accions que li faltaven de FMB.
- 1961: FMB i GMB es fusionen en Ferrocarril Metropolità de Barcelona SA/SPM, el Transversal passa a anomenar-se línia I.
- 1968: La línia arriba a Torras i Bages.
- 1980: Es tanca i es desmantella l'estació de Santa Eulàlia, terminal des de 1932, per ampliar la línia.
- 1983: Creua el riu Besòs fins a Santa Coloma i arriba per primer cop el metro al Barcelonès Nord. Pel costat Llobregat s'amplia a Torrassa, s'obre la nova estació de Santa Eulàlia i es tanca Bordeta.
- 1987: Es perllonga la línia fins a Avinguda Carrilet.
- 1989: La línia arriba a Feixa Llarga (posteriorment anomenada Hospital de Bellvitge).
- 1992: S'amplia la línia amb una estació, Fondo, la primera adaptada a PMR.
- 2010: Es posa en funcionament uns nous tallers a Hospital de Bellvitge per substituir els de Mercat Nou.

### Antecedents
La línia, idea de Ferran Reyes, va néixer per la necessitat d'unir les diferents estacions terminals de ferrocarril que hi havia a principis del segle xx a Barcelona i per aquest motiu es va construir en ample ibèric antic (1.674 mm), sent una de les línies de metro amb els trens més amples del món.
El projecte era denominat oficialment Ferrocarril Subterráneo SO-NE de Barcelona, Sans-San Martín, Enlaces y Estaciones Centrales. El traçat s'iniciava a la Bordeta, km 99,530 de la línia de Barcelona a Tarragona, i transcorreria per sota del carrer de Sants fins a la plaça d'Espanya, on enllaçaria amb el NEE, i després per la Gran Via de les Corts Catalanes fins a la plaça de la Universitat on es bifurcaria, un ramal per la ronda de la Universitat i un altre pel carrer de Pelai (enllaçant amb FSB) i carrer de Fontanella, i es tornarien a enllaçar a la plaça d'Urquinaona. Després circularia per la ronda de Sant Pere, avinguda de Vilanova, el patí de maniobres de l'Estació del Nord (enllaçant amb Nord i MZA) i posteriorment en superfície per la riera de Bogatell fins a l'estació de mercaderies de Bogatell i finalitzant el recorregut a l'estació de Poble Nou de MZA (línia de Mataró).
Tot i que el projecte va ser presentat al govern de Madrid el 1912 i exposat a informació pública el 1913, va quedar paralitzar el 1914 per la Primera Guerra Mundial, després de la Guerra el senyor Reyes iniciava contactes financers per iniciar les obres i finalment un grup d'empresaris catalans i bascos es van decidir tirar endavant el projecte.

### Metropolità Transversal

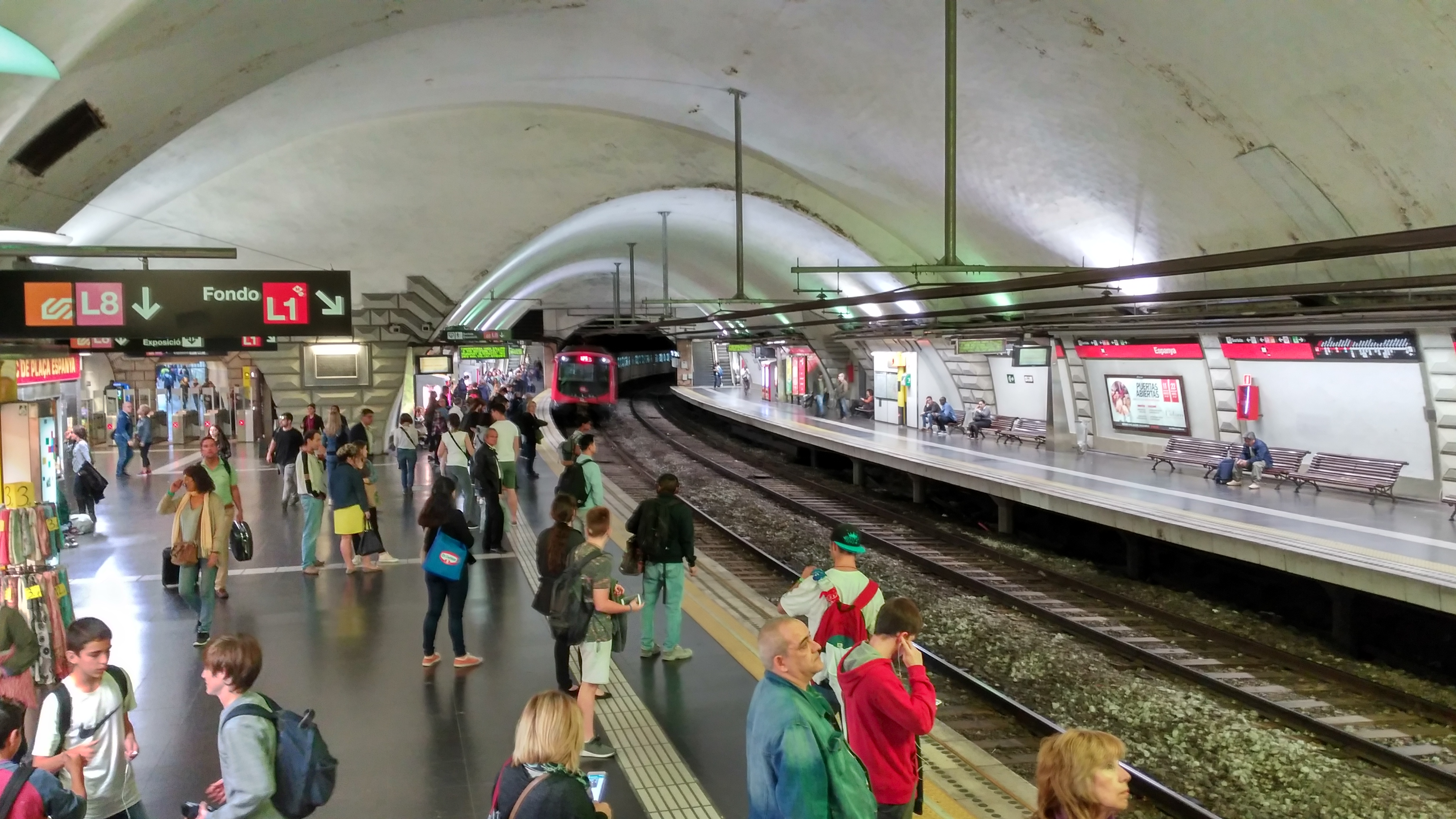
L'estació d'Espanya (del tram inaugural de 1926) destaca per la volta de 27 metres.

El 1920 es constituïa la societat Ferrocarril Metropolitano de Barcelona S.A. (FMB) i el projecte era aprovat pel Consell d'Obres Públiques el 1922. Donat les fortes inversions requerides es va decidir augmentar el capital social mitjançant l'emissió de 19.600 accions, part de les quals l'Ajuntament de Barcelona va adquirir, ja que per les característiques urbanes d'aquest ferrocarril, aquest podria tenir un paper important en el desenvolupament de la ciutat.
Per Reial Ordre l'any 1922 es va permetre l'execució del projecte definit com a ferrocarril subterrani de tracció elèctrica i transversal entre les línies de Barcelona a Tarragona i de Barcelona a França. Les obres van començar el 5 de febrer de 1923 i eren força laborioses, ja que es duien a terme sota carrers amb molt trànsit. Mentrestant FMB havia sol·licitat la concessió de fins a set línies:
- Línia de Lesseps: Unió de FMB amb FSB, conversió d'aquest en ferrocarril subterrani via Rambla de Catalunya.
- Línia de la Ronda: Enllaçaria plaça Espanya amb Universitat per l'avinguda del Paral·lel i les rondes de Sant Pau i Sant Antoni.
- Línia de la plaça Tetuan: des d'Universitat fins a Tetuan.
- Línia de Sant Andreu: Unió de Tetuan amb el Clot, la Sagrera i Sant Andreu, al llarg de la Gran Via i la carretera de Ribes.
- Línia del Poble Nou: Uniria Gràcia i Sant Martí de Provençals per la travessera de Gràcia, passeig de Sant Joan, carrer de Pujadas i carrer de Pere IV.
- Línia de Can Tunis.
- Línia del Prat de Llobregat: des de plaça d'Espanya per la Gran Via fins al Prat.

La inauguració oficial del primer tram (Bordeta-Catalunya) va ser el 10 de juny de 1926, ja batejat com Metro Transversal per diferenciar-lo del Gran Metro. Tenia 4.063 metres de longitud i nou estacions: Bordeta, Mercat Nou, Sants (ara Plaça de Sants), Hostafrancs, Espanya, Rocafort, Urgell, Universitat i Catalunya. L'estació d'Espanya en aquell moment va ser l'estació amb la volta més gran del món (27 metres).
Ferrocarril Metropolità de Barcelona propietari i constructor de la línia inicialment va delegar a Tramvies de Barcelona el transport de viatgers, és a dir era l'operador de la línia, però posteriorment se'n va fer càrrec directament.

### Ampliacions del Transversal

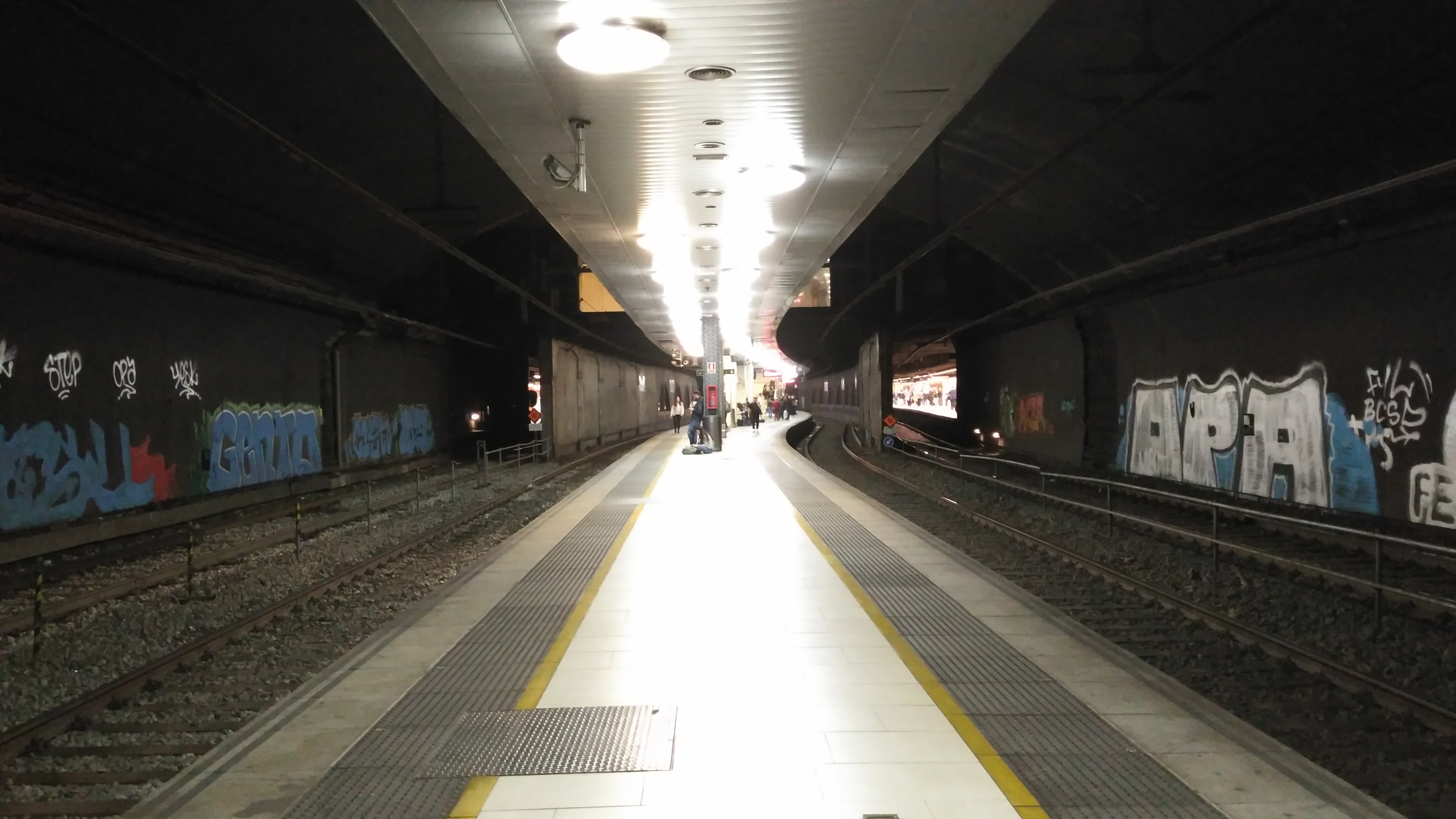
L'arribada el 1932 del Metro Transversal a Arc de Triomf va permetre la utilització de 4 vies de la Companyia del Nord fins l'estació de Catalunya.

L'1 de juliol de 1932 es va produir la segona ampliació del Metro Transversal, per una banda des de Bordeta a Bordeta Cotxeres (posteriorment reanomenada Santa Eulàlia) i per l'altra de Catalunya a Urquinaona i Triumfo Norte (Arc de Triomf). El perllongament a Arc de Triomf facilitava l'accés al centre de la població als passatgers dels trens que fins llavors acabaven a l'estació ferroviària de l'Estació del Nord, ja que aquest perllongament dut a terme entre la col·laboració del Ferrocarril Metropolità de Barcelona i Nord permetia fer arribar a través de quatre vies trens a la plaça de Catalunya, tant del metro (vies laterals) com trens (vies centrals) de les línies de Barcelona a Manresa i de Sant Joan de les Abadesses.
Un any més tard s'ampliava des d'Arc de Triomf a Marina, a partir d'aquí el Metro Transversal se separa de les línies de la companyia Nord amb previsió del projecte d'enllaços ferroviaris que s'estava realitzant per arribar amb menys temps a la plaça de les Glòries Catalanes i enllaçar després a la Sagrera amb les línies de MZA.
Al maig de 1953 es perllongava la línia fins a l'estació de Navas, al gener i maig del 1954 es completava els perllongaments del Metro Transversal arribant a les estacions de la Sagrera i Fabra i Puig, on enllaça amb l'estació de Sant Andreu Arenal de RENFE.

### Nacionalització

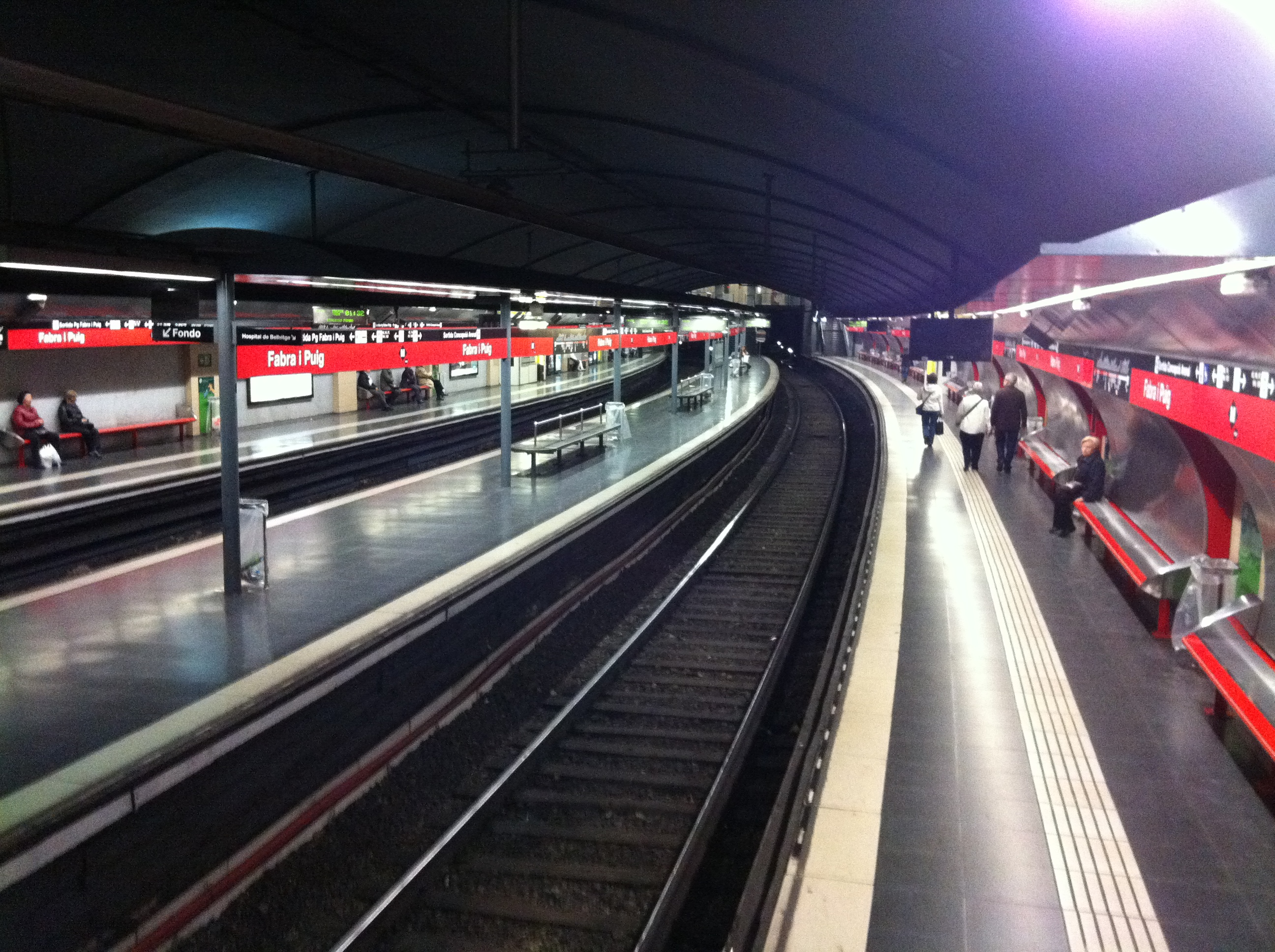
El 1954 extensió fins Fabra i Puig.

L'any 1941 va entrar en vigor la llei de "Bases d'Ordenació Ferroviària i dels Tranports per Carretera" que feia efectiva l'1 de febrer la nacionalització i agrupació de totes les línies ferroviàries d'ample ibèric, afectant automàticament la línia 1 del metro de Barcelona per ser d'aquest ample ferroviari. La L1 va dependre de Red Nacional de los Ferrocarriles Españoles (RENFE) fins al 24 de setembre de 1943 quan va passar de nou a mans de FMB arran dels recursos que havia presentat la companyia del metropolità.

### Municipalització
L'octubre de 1952 el Ple de l'Ajuntament de Barcelona va aprovar un acord on es preveia la municipalització de totes les empreses de transport públic de la ciutat, afectant el Ferrocarril Metropolità de Barcelona, el Gran Metropolità de Barcelona i Tramvies de Barcelona. L'any 1955 els propietaris del Gran Metropolità de Barcelona i Tramvies de Barcelona van firmar l'acord de l'adquisició de les accions per part l'Ajuntament.
El 1958 l'Ajuntament va acabar de comprar el Ferrocarril Metropolità de Barcelona, hi va participar des de la seva constitució i el 1928 en controlava bona part. Tres anys més tard, el 1961 el Gran Metropolità va ser absorbit per FMB, creant Ferrocarril Metropolità de Barcelona SA/SPM.
Una de les millores més importants de la fusió va ser la construcció d'una galeria de connexió de les andanes de les estacions de Catalunya del Gran Metro i el Metro Transversal. Després de la fusió, les línies I i II del GMB (tota la Y) van passar a denominar-se línia III.
Posteriorment a la municipalització s'inicia l'elaboració dels Plans de Metros, establint al Pla d'Urgència de 1963 l'ampliació de la línia a Torras i Bages i al Pla de Metros de 1971 des de Torras i Bages al barri de Ciutat Meridiana i per l'altre extrem la perllongaciós des de Santa Eulàlia a l'Hospital de Bellvitge. El 1974 es canvia el projecte de perllongament des de Torras i Bages per fer-la creuar el Besòs i arribar a Santa Coloma de Gramenet.

### Tram Fabra i Puig - Fondo

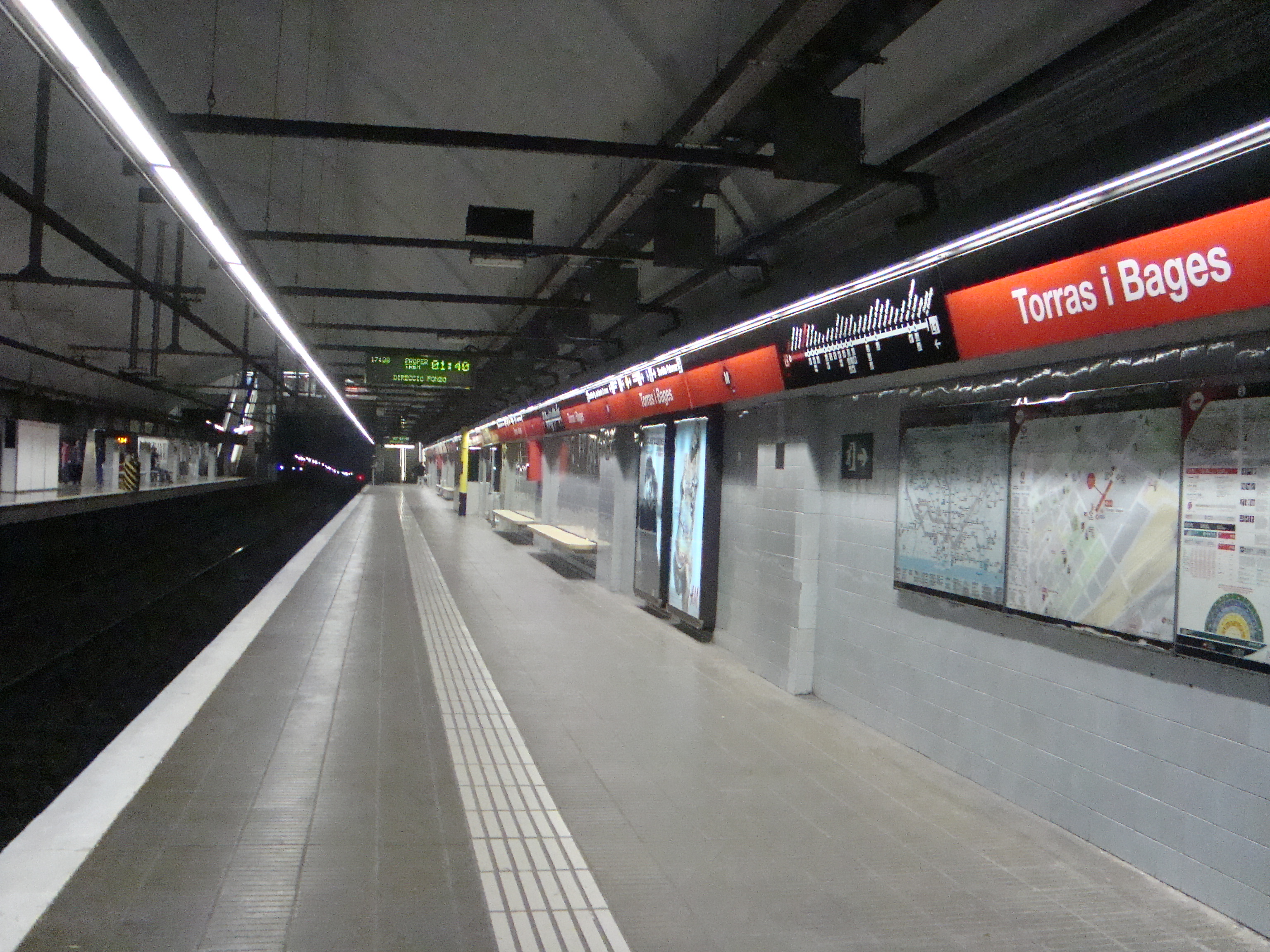
Perllongament el 1968 fins Torras i Bages (a la foto) i el 1983 arribà a Santa Coloma.

L'any 1968 la línia es perllonga en 1.802 metres i dues estacions des de Fabra i Puig a Sant Andreu i Torras i Bages. Una dècada més tard el 21 de desembre de 1983 creuava el Besòs arribant a la població de Santa Coloma de Gramenet. L'ampliació constava de dos quilòmetres de longitud i tres estacions a Trinitat Vella, Baró de Viver i Santa Coloma. Era la primera ampliació que es feia a la zona del Barcelonès Nord.
Fondo es va obrir el 18 de febrer de 1992, ampliant-se amb una sola estació. S'havia d'anomenar Camí del Fondo, però va ser reanomenada Fondo per les peticions de l'Ajuntament de Santa Coloma. Aquesta estació va ser la primera dotada amb ascensors hidràulics per ser adaptada a persones amb mobilitat reduïda i paviment de textura especial per a invidents.

### Tram Torrassa - Hospital de Bellvitge

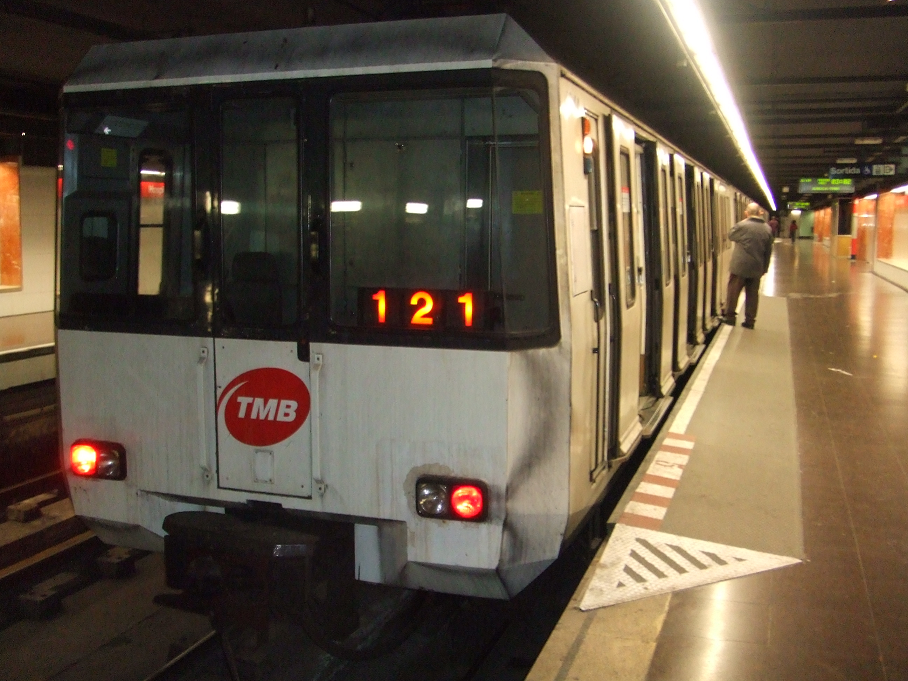
Tren de la sèrie 4000 a Hospital de Bellvitge.

A la vegada que s'ampliava a Santa Coloma, pocs dies més tard es posava el primer perllongament per la banda del llobregat, que no havia variat des de 1932. S'ampliava en 950 metres i dos estacions, Santa Eulàlia i Torrassa. El 1980 es van iniciar les obres d'aquest perllongament amb el tancament de l'estació de Santa Eulàlia (antigament anomenada Bordeta Cotxeres), terminal de la línia des de 1932, i es va canviar parcialment la seva localització. Quan es va inaugurar el nou tram es va tancar definitivament l'estació de Bordeta inaugurada l'any 1926.
El 24 d'abril de 1987 es van obrir deu estacions a la ciutat de l'Hospitalet de Llobregat, quatre d'elles a la línia 1, ampliant la línia fins a Avinguda Carrilet, on enllaçaria amb FGC, les altres tres noves estacions eren Florida, Can Serra i Rambla Just Oliveras, en aquesta última enllaçant amb els trens de rodalia.
El 1989 es va completar el perllongament per la banda del Llobregat arribant a l'estació terminal actual d'Hospital de Bellvitge. Aquest nou tram de 2'3 quilòmetres de longitud es va inaugurar el 19 d'octubre amb dues noves estacions Bellvitge i la de l'hospital anomenada Feixa Llarga.
El mes d'agost de 2010 es va paral·litzar temporalment el servei entre Av. Carrilet i l'Hospital de Bellvitge per les obres de connexió dels nous tallers que s'havien construït i les vies generals per poder accedir-hi. Els nous tallers de manteniment d'Hospital de Bellvitge substituïen els de Mercat Nou, que havia canviat la seva estructura per les obres de la línia d'alta velocitat.

## Futures ampliacions
Tant el Pla Director d'Infraestructures de l'Autoritat del Transport Metropolità del 2001-2010 com el del 2009-2018 planteja el perllongament en una estació des d'Hospital de Bellvitge a l'estació del Prat de Llobregat, per una banda, i en quatre estacions des de Fondo a Badalona Pompeu Fabra. Les estacions són les següents:
Costat Llobregat
- El Prat Estació: Amb correspondència amb la L9, Rodalia de Barcelona i trens d'alta velocitat.

Costat Besòs
- Montigalà | Lloreda: intersecció de la Rambla Sant Joan amb el Pg. Olof Palme i el carrer Liszt. Donarà cobertura als barris de Lloreda i Montigalà de Badalona.
- Sant Crist: Donarà cobertura al barri de Sant Crist i amb un accés al Mercat de Lloreda, Badalona.
- Bufalà: A la intersecció de l'avinguda Martí i Pujol amb el carrer Bufalà, donant cobertura al barri de Bufalà, Badalona.
- Badalona Pompeu Fabra: Correspondència amb la L2.

Tot i que no apareix com una actuació, al PDI es proposa que en una altra fase es pugui perllongar pel costat Besòs amb una estació fins a l'estació de rodalia de Badalona, enllaçant amb la línia R1 de Rodalia de Barcelona.